# Gisela Müller-Plath
Gisela Müller-Plath (* 25. September 1963 in Hamburg) ist eine deutsche Psychologin.

## Leben
Von 1982 bis 1989 studierte sie die Fächer Mathematik, Sport und Latein an der Christian-Albrechts-Universität zu Kiel und an der Albert-Ludwigs-Universität Freiburg und schloss dieses Studium 1989 mit dem Ersten Staatsexamen für das Höhere Lehramt in Mathematik und Sport ab. Nach dem Referendariat (1990–1992) am Gymnasium Bad-Bramstedt und Studienseminar Neumünster erwarb sie 1992 das Zweite Staatsexamen für das Höhere Lehramt in Mathematik und Sport. Von 1992 bis 1997 studierte sie Psychologie an der Christian-Albrechts-Universität Kiel, welches sie 1997 mit dem  Diplom abschloss. Von 1997 bis 1999 war sie Doktorandin am Max-Planck-Institut für neuropsychologische Forschung. Nach der Promotion im Jahr 2000 (Dr. rer. nat.) an der Universität Leipzig ist sie seit 2010 Universitätsprofessorin (W3) für Methodenlehre und Maritime Psychologie am Institut für Psychologie und Arbeitswissenschaft der TU Berlin.
Ihre Forschungsschwerpunkte sind empirische Forschungsmethoden und Statistik, mathematische Modellierung kognitiver Prozesse, visuelle Wahrnehmung und Aufmerksamkeit und Mensch-Technik-Interaktion in der Schifffahrt.
Müller-Plath publizierte mehrfach zusammen Artikel mit Horst-Joachim Lüdecke von EIKE.
Müller-Plath engagiert sich im Netzwerk Wissenschaftsfreiheit. 2024 schrieb ihre Dienstvorgesetzte Geraldine Rauch, Präsidentin der TU Berlin, das Netzwerk stärke "das Narrativ der Neuen Rechten, Rechtsextremist*innen und anderer verfassungsfeindlicher Organisationen" und dabei auch betonte, dass es an der TU Berlin Mitglieder gebe. Dabei verwies sie auf Gisela Müller-Plath. Daraufhin wandte sich diese an sie und forderte „binnen eines Monats“ einen Widerruf. Auch schaltete sie die Antidiskriminierungsstelle der Universität ein und legte im März Dienstaufsichtsbeschwerde gegen Rauch ein.
Müller-Plath war kurzzeitig Mitglied der neugegründeten Partei Werteunion. Am 3. März 2025 erklärte sie ihren Austritt aus dieser Partei, da sie die Haltung des Parteivorsitzenden Maaßen im russischen Angriffskrieg gegen die Ukraine und seinen Beifall für den amerikanischen Präsidenten Trump ablehne.